# 15908 Bertoni
15908 Bertoni è un asteroide della fascia principale. Scoperto nel 1997, presenta un'orbita caratterizzata da un semiasse maggiore pari a 3,0631249 UA e da un'eccentricità di 0,0943923, inclinata di 1,88381° rispetto all'eclittica.